# Taxă pe valoarea adăugată
     Fără TVA
     TVA

O hartă a țărilor și teritoriilor după statutul lor de TVA, 2019
Fără TVA
TVA

Taxa pe valoarea adăugată (prescurtat TVA, VAT în engleză) este o taxă pe consum care se aplică pe valoarea adăugată în fiecare etapă a producției și distribuției unui produs. TVA este similară și deseori comparată cu taxa de vânzări. TVA este o taxă indirectă, deoarece consumatorul final care suportă povara taxei nu este entitatea care o plătește efectiv. În diverse jurisdicții, anumite bunuri și servicii sunt scutite de la taxă.
Produsele exportate în alte țări sunt scutite de TVA, de obicei printr-o rambursare acordată exportatorului. TVA este implementată ca o taxă bazată pe destinație, adică rata taxei este stabilită în funcție de locația clientului. TVA reprezintă aproximativ o cincime din veniturile fiscale totale la nivel mondial și printre membrii OCDE. Începând cu ianuarie 2025, 175 dintre cele 193 de țări membre ONU utilizează TVA, inclusiv toți membrii OCDE, cu excepția Statelor Unite.
În România, înainte de 1989 s-a aplicat o taxă unică. În perioada 1989-1993 s-a aplicat o taxă cumulată (impozit pe circulația mărfurilor), iar din 1993 o taxă pe valoarea adăugată. În prezent sunt în vigoare 3 cote de TVA: o cotă standard de 21% și două cote reduse de 11% și 5%.

## Istoric
Industriașul german Wilhelm von Siemens a propus conceptul de taxă pe valoarea adăugată în 1918 pentru a înlocui taxa pe cifra de afaceri din Germania. Cu toate acestea, taxa pe cifra de afaceri nu a fost înlocuită până în 1968.
Varianta modernă a TVA-ului a fost implementată pentru prima dată de Maurice Lauré, co-director al autorității fiscale franceze, care a introdus TVA pe 10 aprilie 1954 în colonia Franței din Coasta de Fildeș. Considerând experimentul un succes, Franța a introdus TVA și pe teritoriul său în 1958. Inițial, TVA a fost aplicată marilor întreprinderi, dar în timp a fost extinsă pentru a include toate sectoarele de afaceri. În Franța, TVA este cea mai mare sursă de finanțare a statului, reprezentând aproape 50% din veniturile statului.
În 1960, după crearea Comunității Economice Europene, Comisia Europeană, sub conducerea profesorului Fritz Neumark, a stabilit ca obiectiv principal eliminarea distorsiunilor concurențiale cauzate de sistemele naționale de taxe indirecte. Raportul Neumark, publicat în 1962, a concluzionat că modelul TVA francez ar fi cel mai simplu și eficient sistem de taxă indirectă. Acest raport a condus la adoptarea a două directive TVA de către CEE în aprilie 1967, care au oferit un model pentru introducerea TVA în toate statele membre ale CEE. După introducerea acestora, celalalte state membre (inițial Belgia, Italia, Luxemburg, Țările de Jos și Germania de Vest) au introdus TVA.

## Implementare
TVA poate fi bazată pe contabilitate sau pe factură. Toate țările care colectează TVA, cu excepția Japoniei, folosesc metoda facturii.
Prin utilizarea facturilor, fiecare vânzător plătește TVA pentru vânzările sale și transmite cumpărătorului o factură care indică suma taxei plătite, excluzând deducerile fiscale (taxa pe intrări). Cumpărătorii care adaugă valoare și revând produsul plătesc TVA pentru propriile vânzări (taxa pe ieșiri). Diferența dintre taxa pe ieșiri și taxa pe intrări este suma plătită guvernului (sau rambursată, în cazul unui rezultat negativ).
Prin metoda contabilă, taxa se calculează ca procentaj din diferența dintre vânzări și cumpărări din conturile taxate.

## Beneficii

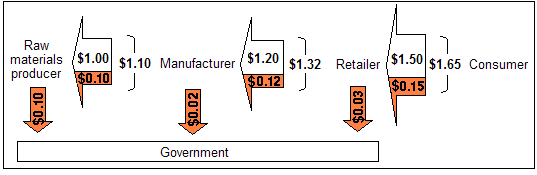
TVA de 10%

TVA-ul oferă un stimulent pentru întreprinderi să se înregistreze și să păstreze facturile prin aplicarea cotei zero pentru anumite bunuri și scutiri pentru bunurile care nu sunt revândute. Prin înregistrare, o firmă își documentează cumpărăturile și poate fi eligibilă pentru un credit TVA.
Principalele beneficii ale TVA-ului sunt:
- nu distorsionează deciziile de producție ale firmelor, în comparație cu multe alte forme de impozitare;[9]
- este greu de evitat
- generează o sumă substanțială de venituri.[10]

## Critici

### Regresivitate
TVA-ul a fost criticat de opozanți ca o taxă regresivă, ceea ce înseamnă că persoanele cu venituri mai mici plătesc o proporție mai mare din venitul lor în comparație cu persoanele mai bogate deoarece au tendința de a consuma mai mult. Apărătorii răspund că raportarea nivelurilor de impozitare la venit este un standard arbitrar și că TVA-ul este, de fapt, o taxă proporțională. Un studiu al OCDE a constatat că TVA-ul ar putea fi chiar ușor progresiv.
Recesivitatea efectivă a TVA-ului poate fi redusă prin aplicarea unei cote mai mici pentru produsele care sunt consumate mai frecvent de persoanele cu venituri mici. Unele țări compensează prin implementarea de plăți de transfer țintite către persoanele cu venituri mici.

### Pierdere fără câștig
Incidența TVA-ului poate să nu revină integral consumatorilor, deoarece comercianții tind să absoarbă TVA-ul pentru a-și menține volumele de vânzări. În schimb, nu toate reducerile de TVA se reflectă în prețuri mai mici. TVA-ul conduce astfel la o pierdere fără câștig dacă reducerea prețurilor face ca o afacere să opereze sub pragul de profitabilitate. Acest efect este vizibil atunci când TVA-ul este redus sau eliminat.

### Circuit financiar inutil
În unele țări, o parte din veniturile aparent generate prin TVA sunt „circulate”, adică contribuabilii primesc bani pentru a plăti taxa, ceea ce reduce veniturile nete. Acest fenomen apare deoarece TVA-ul este inclus în indicele prețurilor, iar beneficiile de stat (pensiile, ajutoarele sociale, salariile din sectorul public) sunt indexate după acest indice și reduce venitul real colectat de stat.

### Fraudă

Frauda carusel

TVA-ul oferă oportunități distincte pentru evaziune și fraudă, în special prin abuzul mecanismului de credit și rambursare. În România, frauda prin supra-cererea TVA a atins niveluri de până la 34%.
Exporturile sunt scutite de la TVA, creând oportunități pentru fraudă. În Europa, principala sursă de probleme este frauda tip „carousel”. Această fraudă a apărut în anii 1970 în țările Benelux și a devenit o problemă majoră în Regatul Unit. 

### Costuri de conformare
În sistemul TVA, și producătorii și companiile de distribuție suportă costuri administrative suplimentare pentru gestionarea documentației necesare colectării TVA-ului, ceea ce crește costurile generale și prețurile. Costurile de conformare sunt considerate o povară pentru afaceri, cu un impact mai mare asupra afacerilor mici.

## Jurisdicții

### Uniunea Europeană

Cotele de impozitare TVA în UE

Taxa pe valoarea adăugată în Uniunea Europeană este obligatorie pentru statele membre ale Uniunii Europene. TVA-ul UE stabilește locul în care are loc livrarea și consumul, ceea ce determină care stat colectează TVA și la ce rată.
Fiecare stat trebuie să respecte legislația TVA a UE, care impune o rată standard minimă de 15% și una sau două rate reduse care să nu fie mai mici de 5%. Unele state membre UE aplică o rată de TVA de 0% pentru anumite produse; aceste state au convenit acest lucru ca parte a aderării lor (de exemplu, ziarele și anumite reviste în Belgia).
Anumite bunuri și servicii trebuie să fie scutite de TVA (de exemplu, serviciile poștale, asistența medicală, împrumuturile, asigurările, pariurile), iar alte produse sunt implicit scutite de TVA, dar statele pot opta să aplice TVA asupra lor (cum ar fi terenurile și anumite servicii financiare). Luxemburg aplică cea mai mică rată, de 17%, iar Ungaria aplică cea mai mare, de 27%. Doar Danemarca nu are o rată redusă.

### Polonia
TVA-ul a fost introdus în 1993. Rata standard este de 23%. Produsele și serviciile care beneficiază de o cotă redusă de 8% includ anumite produse alimentare, ziare, bunuri și servicii legate de agricultură, medicină, sport și cultură.
O cotă de 5% se aplică alimentelor de bază (cum ar fi carnea, fructele, legumele, produsele lactate și de panificație), articolelor pentru copii, produselor de igienă și cărților.
Bunurile exportate, serviciile de transport internațional, livrarea anumitor echipamente hardware pentru instituțiile de învățământ, vasele și transportul aerian beneficiază de cotă zero. 
Serviciile de taxi au o taxă forfetară de 4%. Fermierii plătitori de TVA care furnizează produse agricole către entități impozabile pot beneficia de o rambursare de 7%.

### România
Cota de TVA în România a evoluat astfel:
- 1 iulie 1993 – 31 decembrie 1994 – 18% și cota 0
- 1 ianuarie 1995 – 31 ianuarie 1998 – 18%, 9% și cota 0
- 1 februarie 1998 – 31 decembrie 1999 – 22%, 11% și cota 0
- 1 ianuarie 2000 – 31 mai 2002 – 19% și cota 0
- 1 iunie 2002 – 31 decembrie – 2003 - 19%
- 1 ianuarie 2004 – 1 iulie 2010 – 19%, 9% si 0%
- De la 1 iulie 2010, TVA-ul a crescut cu 5 puncte procentuale, de la 19% la 24%
- De la 1 ianuarie 2016, TVA a scăzut cu patru procente - de la 24% la 20%.
- De la 1 ianuarie 2017, TVA a scăzut cu un procent - de la 20% la 19%.
- De la 1 august 2025, TVA a crescut cu două procente - de la 19% la 21%.

Persoanele impozabile sunt entitățile care desfășoară activități economice și trebuie să se înregistreze în scopuri de TVA, cu excepția unor categorii precum microîntreprinderile.
Operațiunile sunt clasificate în taxabile, scutite cu drept de deducere și scutite fără drept de deducere, iar TVA-ul se aplică în funcție de aceste categorii. Suportatorul final al taxei este consumatorul, care nu poate deduce TVA-ul.
TVA-ul colectat de o firmă reprezintă suma taxei aplicate vânzărilor, din care se deduce TVA-ul plătit pentru achiziții, iar diferența se virează către bugetul de stat.
Termenul de plată este stabilit de legislația fiscală și sancțiunile se aplică pentru nerespectarea obligațiilor privind TVA.

#### Deductibilitate
Deductibilitatea sau taxa deductibilă se referă la taxa pe valoare adăugată plătită de o firmă pentru achiziționarea de bunuri și servicii necesare pentru buna desfășurare a afacerii.
TVA-ul colectat reprezintă suma totală a taxei pe valoarea adăugată pe care o companie o colectează de la clienți. Această colectare are loc prin intermediul facturilor emise pentru bunurile și serviciile vândute.
TVA-ul deductibil poate fi dedus din TVA-ul colectat și ulterior plătit statului, astfel încât diferența să fie achitată către bugetul de stat.
În funcție de categoria în care se încadrează, bunurile și serviciile se împart în:
- Bunuri și servicii cu drept de deducere:
  - achizițiile de bunuri pentru revânzare – TVA-ul plătit la cumpărarea de bunuri pe care afacerea le va revinde poate fi considerat TVA deductibil;
  - achizițiile de servicii – TVA-ul plătit pentru diverse servicii necesare în desfășurarea activității economice, precum serviciile de consultanță, contabilitate, reparații, întreținere a echipamentelor etc.;
  - achizițiile de bunuri de capital – TVA-ul plătit la cumpărarea de bunuri de capital, cum ar fi echipamente, mașini sau mobilier, poate fi dedus pe parcursul perioadei de amortizare a acestora;
  - cheltuielile cu utilitățile – TVA-ul aferent facturilor de utilități (electricitate, apă, gaze etc.) folosite în scopul activității economice poate fi considerat TVA deductibil;
  - cheltuielile cu transportul – TVA-ul plătit pentru serviciile de transport utilizate în legătură cu activitatea comercială, fie că este vorba despre transportul mărfurilor sau deplasarea angajaților.

- Bunuri și servicii fără drept de deducere:
  - bunurile și serviciile destinate exclusiv utilizării personale sau pentru alte scopuri necomerciale;
  - serviciile medicale și asistența medicală;
  - educația și formarea profesională, cu anumite excepții;
  - operațiunile legate de asigurări și operațiunile financiare.[22]

## Rate ale TVA

### Uniunea Europeană
| Țară          | Valoare                                                        | Valoare |
| Țară          | Standard                                                       | Redus |
| ------------- | -------------------------------------------------------------- | --- |
| Austria       | 20%                                                            | 12% sau 10% |
| Belgia        | 21%                                                            | 12% sau 6% |
| Bulgaria      | 20%                                                            | 7% |
| Cipru         | 15%                                                            | 8% sau 5% |
| Cehia         | 21%                                                            | 15% sau 10% |
| Croația       | 23%                                                            | 10% sau 0% |
| Danemarca     | 25%                                                            | |
| Estonia       | 20%                                                            | 9% |
| Finlanda      | 23%                                                            | 13% sau 9% |
| Franța        | 20%                                                            | 5,5% sau 2,1% |
| Germania      | 19%                                                            | 7% |
| Grecia        | 23% (16% în insulele Egee)                                     | 13% (6,5% pentru hoteluri și farmacii), 8% și 4% pentru insulele din marea Egee |
| Ungaria       | 27%                                                            | 18% sau 5% |
| Irlanda       | 23%                                                            | 13,5% sau 9,0% sau 4,8% sau 0% |
| Italia        | 22%                                                            | 10%, 4% |
| Letonia       | 21%                                                            | 12% sau 0% |
| Lituania      | 21%                                                            | 9% sau 5% |
| Luxemburg     | 15%                                                            | 12%, 9%, 6%, sau 3% |
| Malta         | 18%                                                            | 5% |
| Țările de Jos | 21%                                                            | 6% sau 0% |
| Portugalia    | 23% 15% în Madeira și Azores (Minim 70% din cota continentală) | 13% sau 6% (8% sau 4% în Madeira și Azores (Minim 70% din cota continentală)) |
| Polonia       | 23%                                                            | 8%, 5% sau 0% |
| România       | 19% (de la 1 ianuarie 2017)                                    | 9% (alimente, băuturi nealcoolice, medicamente, proteze, apa potabilă, irigații, ingrășăminte, pesticide, semințe, prestări de servicii agricole) sau 5% (servicii hoteliere, catering, evenimente culturale, manuale școlare și publicații nepublicitare, locuințele sub 120mp, produsele eco sau tradiționale) |
| Slovacia      | 20%                                                            | 10% sau 6% |
| Slovenia      | 22%                                                            | 9,5% |
| Spania        | 21%, 5% în Insulele Canare                                     | 7% sau 4% 4% sau 2% în Insulele Canare |
| Suedia        | 25%                                                            | 12% sau 6% |

### Țări din afara Uniunii Europene
| Țară                   | Cotă                        | Cotă redusă | Numele local al Taxei pe Valoarea Adăugată |
| ---------------------- | --------------------------- | --- | --- |
| Albania                | 20%                         | 0% | TVSH = Tatimi mbi Vlerën e Shtuar |
| Andorra                | 4.5%                        | 1% | IVA = Impost sobre el Valor Afegit |
| Azerbaidjan            | 18%                         | 10.5% sau 0% | ƏDV = Əlavə dəyər vergisi |
| Argentina              | 21%                         | 10.5% sau 0% | IVA = Impuesto al Valor Agregado |
| Armenia                | 20%                         | 0% | AAH = Avelac’vaç aržek’i hark ԱԱՀ = Ավելացված արժեքի հարկ |
| Australia              | 10%                         | 0% | GST = Goods and Services Tax |
| Belarus                | 20%                         | | ПДВ = Падатак на дададзеную вартасьць |
| Barbados               | 17.5%                       | | VAT = Value Added Tax |
| Bosnia și Herțegovina  | 17%                         | 0% | PDV = Porez na dodanu vrijednost |
| Brazilia               | 12% + 25% + 5%              | 0% | *IPI - 12% = Imposto sobre produtos industrializados (Taxă asupra produselor industrializate) - Federal Tax ICMS - 25% = Imposto sobre circulação e serviços (Taxă asupra comerțului și serviciilor) - State Tax ISS - 5% = Imposto sobre serviço de qualquer natureza (Taxă asupra tuturor serviciilor prestate) - taxa în oraș *IPI = Imposto sobre produtos industrializados (Taxă asupra produselor industrializate) poate ajunge la peste 60% la produsele importate. |
| Bolivia                | 13%                         | | IVA = Impuesto al Valor Agregado |
| Canada                 | 5% GST+0%-10%PST(HST)       | 5%/0%2 | GST = Goods and Services Tax, TPS = Taxe sur les produits et services; HST1 = Harmonized Sales Tax, TVH = Taxe de vente harmonisée |
| Chile                  | 19%                         | | IVA = Impuesto al Valor Agregado |
| Columbia               | 16%                         | | IVA = Impuesto al Valor Agregado |
| China3                 | 17%                         | 13% pentru alimente și combustibil pentru case; 6% sau 3%                                                       | 增值税 (pinyin:zēng zhí shuì) |
| Republica Dominicană   | 16%                         | 12% sau 0% | ITBIS = Impuesto sobre Transferencia de Bienes Industrializados y Servicios |
| Ecuador                | 12%                         | | IVA = Impuesto al Valor Agregado |
| Egipt                  | 10%                         | | VAT = Value Added Tax (الضريبة على القيمة المضافة) |
| El Salvador            | 13%                         | | IVA = Impuesto al Valor Agregado o "Impuesto a la Transferencia de Bienes Muebles y a la Prestación de Servicios" |
| Etiopia                | 15%                         | | VAT = Value Added Tax |
| Fiji                   | 15%                         | 0% | VAT = Value Added Tax |
| Georgia                | 18%                         | 0% | DGhG = Damatebuli Ghirebulebis gdasakhadi დღგ = დამატებული ღირებულების გადასახადი |
| Guatemala              | 12%                         | | IVA = Impuesto al Valor Agregado |
| Guyana                 | 16%                         | 0% | VAT = Value Added Tax |
| Iran                   | 3%                          | | VAT = Value Added Tax (مالیات بر ارزش افزوده) |
| Islanda                | 25.5%                       | 7%4 | VSK, VASK = Virðisaukaskattur |
| India5                 | 13.5%                       | 5%, 1%, sau 0%                                                                                                  | VAT = Valued Added Tax |
| Indonezia              | 10%                         | 5% | PPN = Pajak Pertambahan Nilai |
| Israel6                | 16%7(Eilat 0%)              | 0% (fructe și zarzavaturi, servicii legate de turism, diamante, transport aerian și închirierea apartamentelor) | Ma'am = מס ערך מוסף |
| Japonia                | 8%                          | | Consumption tax = 消費税 |
| Coreea de Sud          | 10%                         | | VAT = 부가세(附加稅, Bugase) = 부가가치세(附加價値稅, Bugagachise) |
| Insula Jersey8         | 5%                          | 0% | GST = Goods and Services Tax |
| Iordania               | 16%                         | | GST = Goods and Sales Tax |
| Kazahstan              | 12%                         | | ҚCҚ = Қосымша салық құны (Kazakh) НДС = Налог на добавленную стоимость (Russian) VAT = Value Added Tax |
| Liban                  | 10%                         | | TVA = Taxe sur la valeur ajoutée |
| Liechtenstein          | 7.6%                        | 3.6% (servicii de cazare) sau 2.4%                                                                              | MWST = Mehrwertsteuer |
| Maroc                  | 20%                         | | GST = Goods and Sales Tax (الضريبة على القيمة المضافة) |
| Republica Moldova      | 20%                         | 8%, 5% sau 0%                                                                                                   | TVA = Taxa pe Valoarea Adăugată |
| Macedonia de Nord      | 18%                         | 5% | ДДВ = Данок на Додадена Вредност, DDV = Danok na Dodadena Vrednost |
| Malaysia9              | 10%                         | | GST = Goods and Services Tax (Government Tax) |
| Mexic                  | 16%                         | 11%, 0% | IVA = Impuesto al Valor Agregado |
| Muntenegru             | 17%                         | | PDV = Porez na dodatu vrijednost |
| Mauritius              | 15%                         | | VAT = Value Added Tax |
| Nepal                  | 13%                         | 0% | VAT = Value Added Taxes |
| Noua Zeelandă          | 15%                         | | GST = Goods and Services Tax |
| Norvegia               | 25%                         | 14% sau 8% | MVA = Merverdiavgift (bokmål) or meirverdiavgift (nynorsk) (informally moms) |
| Palestine              | 14.5%                       | | VAT = Value Added Tax |
| Pakistan               | 16%                         | 1% or 0% | GST = General Sales Tax |
| Panama                 | 7%                          | | ITBMS = Impuesto de Transferencia de Bienes Muebles y Servicios |
| Paraguay               | 10%                         | 5% | IVA= Impuesto al Valor Agregado |
| Peru                   | 16%+2%                      | | IGV - 16% = Impuesto General a la Ventas IPM - 2% Impuesto de Promocion Municipal |
| Filipine               | 12%10                       | | RVAT = Reformed Value Added Tax, locally known as Karagdagang Buwis / Dungag nga Buhis |
| Regatul Unit           | 20%                         | 5% sau 0% | |
| Rusia                  | 18%                         | 10% sau 0% | НДС = Налог на добавленную стоимость, NDS = Nalog na dobavlennuyu stoimost’ |
| Sfântul Kitts și Nevis | 17%                         | | VAT = Value Added Tax |
| Serbia                 | 20%                         | 8% sau 0% | ПДВ = Порез на додату вредност, PDV = Porez na dodatu vrednost |
| Singapore              | 9%                          | | GST = Goods and Services Tax |
| Africa de Sud          | 14%                         | 0% | BTW=Belasting op Toegevoegde Waarde; VAT = Valued Added Tax |
| Sri Lanka              | 12%                         | 0% | VAT = Valued Added Tax este în vigoare din 2001 în Sri Lanka. Începând cu bugetul din 2001, cotele au fost revizuite la 12% și 0% de la cotele vechi de 20%, 12% și 0% |
| Elveția                | 8%                          | 3.8% (pentru sectorul hotelier) și 2.5% (alimente, cărți, ziare, medicamente)                                   | MWST = Mehrwertsteuer, TVA = Taxe sur la valeur ajoutée, IVA = Imposta sul valore aggiunto, TPV = Taglia sin la Plivalur |
| Taiwan                 | 5%                          | | |
| Thailanda              | 7%                          | | VAT = Value Added Tax, ภาษีมูลค่าเพิ่ม |
| Trinidad-Tobago        | 15%                         | 0% | |
| Turcia                 | 18%                         | 8% sau 1% | KDV = Katma değer vergisi |
| Ucraina                | 20% (17% din ianuarie 2014) | 0% | ПДВ = Податок на додану вартість, PDV = Podatok na dodanu vartist’. |
| Uruguay                | 22%                         | 10% | IVA = Impuesto al Valor Agregado |
| Uzbekistan             | 20 %                        | | НДС = Налог на добавленную стоимость |
| Vietnam                | 10%                         | 5% sau 0% | GTGT = Giá Trị Gia Tăng |
| Venezuela              | 12%                         | 11% | IVA = Impuesto al Valor Agregado |

Nota 1: HST este un combinat la nivel federal/provincial TVA-ul este colectat în unele provincii. În restul Canadei, GST-ul este 5% federal TVA-ul și dacă există, o taxă Taxa Provincială pe vânzări (PST) este o taxă separată.
Nota 2: Nu există o cotă redusă cu adevărat, dar se oferă avantaje fiscale pentru casele noi care au o cotă de 4,5%.
Nota 3: Această taxă nu se aplică în Hong Kong și Macau, care sunt independente din punct de vedere financiar ca regiune administrată specială.
Nota 4: Rata a fost 14% până la 1 martie 2007 când a fost redusă la 7%. Taxa redusă se aplică la costuri încălzire, lucruri imprimate (ziare), facturi de restaurant (notă), prestări hoteliere și majoritatea alimentelor.
Nota 5: TVA-ul nu este implementant în 2 din cele 28 de state din India.
Nota 6: Exceptie Eilat, unde taxa nu este crescută.
Nota 7: TVA-ul în Israel este un status de flux. A fost redus de la 18% la 17% ăn Martie 2004, la 16.5% în Septembrie 2005, apoi la 15.5% în Iulie 2006. A fost crescută din nou la 16.5% în Iulie 2009 doar ca să fie scăzută din nou la rata curentă de 16% în 1 ianuarie 2010.
Nota 8: Introducerea unei taxe de bunuri și vânzări de 3% în 6 mai 2008 a înlocuit Taxa de impozit pe încasări dupa reducerea de taxe.
Nota 9: In the 2005 Budget, the government announced that GST would be introduced in January 2007. Many details have not yet been confirmed but it has been stated that essential goods and small businesses would be exempted or zero rated. Rates have not yet been established as of June 2007.
Nota 10: Președintele Filipinelor are puterea de a crește taxele la 12% după 1 ianuarie 2006. Taxa a fost crescută la 12% în 1 februarie.